# 변우량
변우량(邊禹亮, 1935년 1월 29일~)은 대한민국의 신학자, 정치인이다. 제9·10대 국회의원을 지냈다. 본관은 원주이다.

## 학력
- 중앙대학교 정외과 졸업
- 연세대학교 대학원 수료
- 건국대학교 대학원 졸업
- 린다 비스타 침례교 신학교(Linda Bista Baptist Bible College and Seminary) 명예문학박사
- 캘리포니아 스테이트 크리스찬 대학교(California State Christian University) 철학박사

## 약력
- 대한민국헌정회 9대별국회의원회회장
- 새마을지도자연수원 교수
- 민주공화당 훈련국장
- 민주공화당 중앙훈련원 교수
- 한국국제정치학회 이사
- 그리스도대학교 교수
- 평택대학교 교수
- 1976년 ~ 1979년 : 제9대 국회의원 (유신정우회)
- 1979년 ~ 1980년 : 제10대 국회의원 (유신정우회)

## 역대 선거 결과
|  | 0% |

|  | 0% |